# Geometra subrigua
Geometra subrigua är en fjärilsart som beskrevs av Louis Beethoven Prout 1935. Geometra subrigua ingår i släktet Geometra och familjen mätare. Inga underarter finns listade i Catalogue of Life.